# 馬越温泉
馬越温泉（まごしおんせん）は、新潟県長岡市与板町馬越（旧越後国）にある温泉。

## 泉質
- ナトリウムー塩化物強塩冷鉱泉
- 泉温　16.8℃
- 源泉温度が低いため、加熱・循環方式にしている。

## 温泉地
与板城近辺の山里に、一軒宿の「越乃湯旅館」が存在する。日帰り入浴可能。
浴室は、男女別の内湯のみ。塩分濃度の多い源泉を利用して、製塩が行われている。

## 歴史
開湯時期は不明。しかし、明治34年（1901年）の記録が残されていることから120年以上の歴史を誇る。

## アクセス
- 与板市街より北へ約3 km。
- 越後交通 長岡駅＝与板＝寺泊＝大野積 線 「馬越」バス停より西へ約1 km。
- JR信越本線 見附駅から、車で約20分。
- 北陸自動車道 中之島見附ICから、車で約20分。

道のりについては公式サイトを参照。